# Marga Kerklaan
Maartje Margrietha (Marga) Kerklaan (Schiedam, 23 november 1925 – Emmen, 13 februari 2013) was een Nederlandse kinderboekenschrijfster, publiciste en programmamaakster. Zij was redactrice bij De Geïllustreerde Pers (GP) in Amsterdam en daarna jarenlang documentairemaakster bij de KRO.

## Carrière
Marga Kerklaan werd geboren in Schiedam waar zij haar vroege jeugd doorbracht. Haar vader was aanvankelijk keuterboer, maar werd later een handelaar in vloeren. Naast haar werk op het kantoor van de Schiedamse jeneverstokerij de Erven Lucas Bols begon ze al op jonge leeftijd met het schrijven van stukjes voor de Maasbode. Kerklaan begon haar fulltime journalistieke carrière in 1955 als redactrice bij De Geïllustreerde Pers in Amsterdam. Op 1 november 1964 verliet zij De Geïllustreerde Pers voor een baan bij de Katholieke Radio Omroep (KRO). Zij zou tot 1991 aan de KRO verbonden blijven. Zij was de eerste vrouw die een televisiedocumentaire maakte. Haar documentaire Oud worden ver van huis, uitgezonden op 12 mei 1984, is opgenomen in de Europese culturele database Europeana. Andere documentaires waren onder andere "De binnenkant van een verzet", over het Limburgs verzet in de Tweede Wereldoorlog en Einde van een tijdperk over Nederlandse missionarissen. Marga Kerklaan maakte een documentaire over de Boekelse missionaris Toon van Kessel; Onze Toon in Chili. Deze missionaris werd o.m. financieel gesteund door het Boekelse Missie Comité. Pater Toon van Kessel heeft zijn hele leven naast het parochiële werk ontwikkelingswerk gedaan.
In 1986 ontving zij van de VARA de J.B. Broekszprijs, voor de documentaire “Moeders van een groot gezin”. De prijs, genoemd naar de oud-voorzitter van de VARA, wordt toegekend aan Nederlandstalige radio- en tv-programma's met verdiensten op het vlak van de humanisering van de samenleving, culturele vorming van achtergestelde groepen en grotere betrokkenheid van het brede publiek bij cultuur en maatschappij.
Kerklaan overleed in februari 2013 op 87-jarige leeftijd in een ziekenhuis in Emmen.